# José António de Meneses de Sousa Coutinho
José António de Meneses de Sousa Coutinho (24 de Janeiro de 1757 — 1 de Outubro de 1817), mais conhecido por Principal Sousa, foi um clérigo e político português, Principal da Igreja Patriarcal de Lisboa e membro do Conselho de Regência do Reino que ficou a governar Portugal quando a corte se refugiou no Rio de Janeiro, dele fazendo parte de 1810 até à morte. No Conselho de Regência do Reino representava o clero. 
O Principal Sousa, filho de D. Francisco Inocêncio de Sousa Coutinho, foi irmão de D. Rodrigo de Sousa Coutinho, 1.º conde de Linhares, ministro de estado assistente ao despacho do príncipe regente D. João, e de Domingos António de Sousa Coutinho, 1.º conde do Funchal, o embaixador português em Londres, que negociou a ajuda inglesa contra os invasores franceses.
Foi o primeiro membro do Conselho de Regência a reconhecer a urgência do regresso a Lisboa do rei, em carta datada de 1 de Junho de 1817, na qual escreve: só a Real Presença dará a felicidade a este Povo e poderá regenerar esta Nação que não aspira por outra fortuna que a de ver Vossa Majestade.
É uma das principais personagens da peça de teatro Felizmente Há Luar!, da autoria de Luís de Sttau Monteiro.